# Hodsock
Hodsock is een civil parish in het bestuurlijke gebied Bassetlaw, in het Engelse graafschap Nottinghamshire. In 2001 telde het dorp 2533 inwoners. Hodsock komt in het Domesday Book (1086) voor als Odesach.